# NMBS/SNCB-Reihe 607
Die Reihe 607 der Nationalen Gesellschaft der Belgischen Eisenbahnen bezeichnet einen Verbrennungstriebwagen, der 1936 gebaut und im Zweiten Weltkrieg zerstört wurde.

## Geschichte
Von 1934 bis 1936 orderte die Nationale Gesellschaft der Belgischen Eisenbahnen bei mehreren belgischen Herstellern Prototypen für einen einteiligen Dieseltriebwagen. Von jeder Konstruktion entstand genau ein Exemplar. Der Triebwagen der Reihe 607 wurde von Forges Usines et Fonderies d'Haine-Saint-Pierre hergestellt. Drei Jahre später lieferte dieser Hersteller sechs weitere, leistungsstärkere Verbrennungstriebwagen, die als Reihe 608 bezeichnet wurden.
Während des Zweiten Weltkriegs wurde der Triebwagen der Reihe 607, wie auch die Prototypen der Reihe 602, Reihe 603 und der Reihe 605, zerstört. Seine Baureihenbezeichnung wurde im Jahr 1953 an den Triebwagen der Reihe 606 vergeben.

## Technik und Ausstattung
Der Triebwagen der Reihe 607 wurde von einem Zwölfzylinder-Dieselmotor angetrieben, der von Mercedes-Benz hergestellt worden ist. Die Kraftübertragung erfolgte mechanisch auf eines der beiden Drehgestelle. Das zweite Drehgestell war als reines Laufdrehgestell ausgeführt und hatte einen abweichenden Achsstand. Der Triebwagen war gemischtklassig ausgeführt und bot 20 Sitzplätze der zweiten und 50 Sitzplätze der dritten Wagenklasse. Die erste Wagenklasse wurde nicht mitgeführt.